# Европско првенство у атлетици у дворани 2023.
XXXVII Европско првенство у атлетици у дворани 2023. се одржало од 2. до 5. марта 2023. у Арени Атакој у Истанбулу, Турска. Такмичење је организовано под покровитељством Европске атлетске асоцијације ЕАА. Такмичило се у 26 дисциплина 13 у мушкој и 13 у женској конкуренцији.

## Земље учеснице
На првенству се такмичило 593 спортиста из 47 савеза чланица. У загради је наведен број спортиста који учествују.
- Албанија (1)
- Андора (2)
- Јерменија (2)
- Аустрија (3)
- Азербејџан (2)
- Белгија (22)
- Босна и Херцеговина (3)
- Бугарска (5)
- Хрватска (6)
- Кипар (4)
- Чешка (17)
- Данска (9)
- Естонија (6)
- Финска (21)
- Француска (42)
- Грузија (2)
- Немачка (31)
- Гибралтар (2)
- Велика Британија (32)
- Гренланд (19)
- Мађарска (16)
- Исланд (2)
- Ирска (16)
- Италија (49)
- Летонија (3)
- Литванија (6)
- Луксембург (5)
- Малта (2)
- Молдавија (1)
- Монако (1)
- Црна Гора (1)
- Холандија (33)
- Северна Македонија (2)
- Норвешка (21)
- Пољска (28)
- Португалија (22)
- Румунија (14)
- Сан Марино (2)
- Србија (12)
- Словачка (3)
- Словенија (12)
- Шпанија (32)
- Шведска (21)
- Швајцарска (23)
- Турска (20)
- Украјина (11)

## Резултати по дисциплинама

### Мушкарци
| Дисциплина          |                                                                       | Резултат |                                                                             | Резултат |                                                                                    | Резултат      |
| 60 м детаљи         | Самуеле Чечарели · Италија                                            | 6,48     | Марсел Џејкобс · Италија                                                    | 6,50     | Хенрик Ларсон · Шведска                                                            | 6,53          |
| 400 м детаљи        | Карстен Вархолм · Норвешка                                            | 45,35    | Жулијен Ватрин · Белгија                                                    | 45,44    | Карл Бенгтстром · Шведска                                                          | 45,77         |
| 800 м детаљи        | Адријан Бен · Шпанија                                                 | 1:47,34  | Бењамин Робертс · Француска                                                 | 1:47,34  | Елиот Крестан · Белгија                                                            | 1:47,65       |
| 1.500 м детаљи      | Јакоб Ингебритсен · Норвешка                                          | 3:33,95  | Нил Гурли · Уједињено Краљевство                                            | 3:34,23  | Азедин Хабз · Француска                                                            | 3:35,39       |
| 3.000 м детаљи      | Јакоб Ингебритсен · Норвешка                                          | 7:40,32  | Адел Мечал · Шпанија                                                        | 7:41,75  | Елзан Бибић · Србија                                                               | 7:44,03       |
| 60 м препоне детаљи | Џејсон Џозеф · Швајцарска                                             | 7,41     | Јакуб Симански · Пољска                                                     | 7,56     | Џаст Квау Матје · Француска                                                        | 7,59          |
| 4 × 400 м детаљи    | Белгија · Дилан Борле · Александер Дум · Кевин Борле · Жулијен Ватрин | 3:05,83  | Француска · Жил Бирон · Тео Андант · Виктор Короле · Мухамад Абдалах Коунда | 3:06,52  | Холандија · Исаја Боерс · Исаја Клајн Икиник · Рамсеј Анхела · Лимарвин Боневација | 3:06,59       |
| Скок увис детаљи    | Дауве Амелс · Холандија                                               | 2,31     | Андриј Проценко · Украјина                                                  | 2,29     | Томас Кармои · Белгија                                                             | 2,29          |
| Скок мотком детаљи  | Сондре Гутормсен · Норвешка                                           | 5,80     | Емануил Каралис · Грчка Пјотр Лисек · Пољска                                | 5,80     | Није додељено                                                                      | Није додељено |
| Скок удаљ детаљи    | Милтијадис Тентоглу · Грчка                                           | 8,30     | Тобиас Монтлер · Шведска                                                    | 8,19     | Габријел Битан · Румунија                                                          | 8,00          |
| Троскок детаљи      | Педро Пабло Пичардо · Португалија                                     | 17,60    | Николаос Андрикопулос · Грчка                                               | 16,58    | Макс Хес · Немачка                                                                 | 16,57         |
| Бацање кугле детаљи | Зејн Веир · Италија                                                   | 22,06    | Томаш Станек · Чешка                                                        | 21,90    | Роман Кокошко · Украјина                                                           | 21,84         |
| Седмобој детаљи     | Кевин Мајер · Француска                                               | 6.348    | Сандер Скотеим · Норвешка                                                   | 6.318    | Ристо Лилеметс · Естонија                                                          | 6.079         |

### Жене
| Дисциплина          |                                                                        | Резултат |                                                                               | Резултат |                                                                                      | Резултат |
| 60 м детаљи         | Муђинга Камбунђи · Швајцарска                                          | 7,00     | Ева Свобода · Пољска                                                          | 7,09     | Дарил Неита · Уједињено Краљевство                                                   | 7,12     |
| 400 м детаљи        | Фемке Бол · Холандија                                                  | 49,85    | Лике Клавер · Холандија                                                       | 50,57    | Ана Келбасинска · Пољска                                                             | 51,25    |
| 800 м детаљи        | Кили Хоџкинскон · Уједињено Краљевство                                 | 1:58,66  | Анита Хорват · Словенија                                                      | 2:00,54  | Ањес Раролаи · Француска                                                             | 2:00,85  |
| 1.500 м детаљи      | Лора Мјур · Уједињено Краљевство                                       | 4:03,40  | Клаудија Бобочеа · Румунија                                                   | 4:03,76  | Софија Енауи · Пољска                                                                | 4:04,06  |
| 3.000 м детаљи      | Хана Клајн · Немачка                                                   | 8:35,87  | Констанце Клостерхалфен · Немачка                                             | 8:36,50  | Мелиса Кортни Брајант · Уједињено Краљевство                                         | 8:41,19  |
| 60 м препоне детаљи | Рета Хурске · Финска                                                   | 7,79     | Надин Висер · Холандија                                                       | 7,84     | Дитађи Камбунђи · Швајцарска                                                         | 7,91     |
| 4 × 400 м детаљи    | Холандија · Лике Клавер · Евелин Салберг · Кателијн Петерс · Фемке Бол | 3:25,66  | Италија · Алиса Мањоне · Ајомиде Фолорунсо · Ана Полинари · Елеонора Марчандо | 3:28,61  | Пољска · Ана Келбасинска · Марика Поповиц−Драпала · Алисја Врона−Куцрепа · Ана Палис | 3:29,31  |
| Скок увис детаљи    | Јарослава Махучих · Украјина                                           | 1,98     | Брит Верман · Холандија                                                       | 1,96     | Катерина Табашник · Украјина                                                         | 1,94     |
| Скок мотком детаљи  | Вилма Мурто · Финска                                                   | 4,80     | Тина Шутеј · Словенија                                                        | 4,75     | Амели Швабикова · Чешка                                                              | 4,70     |
| Скок удаљ детаљи    | Јазмин Сојерс · Уједињено Краљевство                                   | 7,00     | Лариса Јапикино · Италија                                                     | 6,97     | Ивана Вулета · Србија                                                                | 6,91     |
| Троскок детаљи      | Тугба Данисмаз · Турска                                                | 14,31    | Дарија Деркач · Италија                                                       | 14,20    | Патрисија Мамона · Португалија                                                       | 14,16    |
| Бацање кугле детаљи | Ориол Донгмо · Португалија                                             | 19,76    | Сара Гамбета · Немачка                                                        | 18,83    | Фани Рос · Шведска                                                                   | 18,42    |
| Петобој детаљи      | Нафисату Тијам · Белгија                                               | 5.055    | Адријана Шулек · Пољска                                                       | 5.014    | Нор Видтс · Белгија                                                                  | 4.823    |

## Биланс медаља
*   Домаћин ( Турска)
| Позиција    | Држава           | Злато | Сребро | Бронза | Укупно |
| ----------- | ---------------- | ----- | ------ | ------ | ------ |
| 1           | Норвешка         | 4     | 1      | 0      | 5      |
| 2           | Холандија        | 3     | 3      | 1      | 7      |
| 3           | Велика Британија | 3     | 1      | 2      | 6      |
| 4           | Италија          | 2     | 4      | 0      | 6      |
| 5           | Белгија          | 2     | 1      | 3      | 6      |
| 6           | Швајцарска       | 2     | 0      | 1      | 3      |
| 6           | Португалија      | 2     | 0      | 1      | 3      |
| 8           | Финска           | 2     | 0      | 0      | 2      |
| 9           | Француска        | 1     | 2      | 3      | 6      |
| 10          | Њемачка          | 1     | 2      | 1      | 4      |
| 11          | Грчка            | 1     | 2      | 0      | 3      |
| 12          | Украјина         | 1     | 1      | 2      | 4      |
| 13          | Шпанија          | 1     | 1      | 0      | 2      |
| 14          | Турска*          | 1     | 0      | 0      | 1      |
| 15          | Пољска           | 0     | 4      | 3      | 7      |
| 16          | Словенија        | 0     | 2      | 0      | 2      |
| 17          | Шведска          | 0     | 1      | 3      | 4      |
| 18          | Чешка            | 0     | 1      | 1      | 2      |
| 18          | Румунија         | 0     | 1      | 1      | 2      |
| 20          | Србија           | 0     | 0      | 2      | 2      |
| 21          | Естонија         | 0     | 0      | 1      | 1      |
| Укупно (21) | Укупно (21)      | 26    | 27     | 25     | 78     |

Извор: